# Geórgios Streit
Geórgios Streit (grec: Γεώργιος Στρέιτ) (Patres, 1868 - Atenes, 1948) fou un professor, advocat i polític grec. Assessor legal del rei Constantí I, assumí el càrrec de ministre d'Afers Exteriors entre 1913 i 1914, en vigílies de la Primera Guerra Mundial. Més tard, a partir de 1929, va exercir de jutge a la Cort Permanent d'Arbitratge de la Haia.

## Biografia

### Orígens
Nascut a la ciutat grega de Patres l'any 1868, Streit fou fill de Victoria Lontou i de Stefanos Streit, professor de dret. Fou la tercera generació nascuda a Grècia d'una família alemanya. Estudià Dret a Atenes i, més tard, a la Universitat de Leipzig d'Alemanya. L'any 1898, es va casar amb Julia Karatheodori.
El 1893, va ser nomenat professor a la facultat de Dret Internacional de la Universitat d'Atenes. Durant aquest període, mostrà el seu suport actiu a la població grega de Macedònia, que encara estava sota administració de l'Imperi Otomà. També va escriure diversos tractats seminals de Dret Internacional en grec.

### Servei al govern

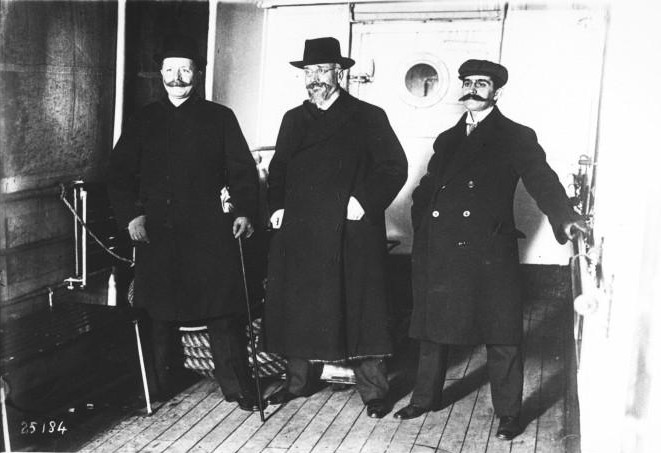
Streit (esquerra) amb Elevthérios Venizelos i Nikólaos Politis l'any 1912

A més del seu lloc acadèmic, també va exercir com a assessor del Ministeri d'Afers Exteriors grec i el 1910, durant el mandat d'Elevthérios Venizelos, va ser nomenat ambaixador de Grècia a l'Imperi Austrohongarès, establert a Viena. Al març de 1913, Venizelos el nomenà ministre d'Afers Exteriors, malgrat la seva inclinació reconeguda cap a la Triple Aliança, constituïda per Alemanya, Àustria-Hongria i Itàlia. No obstant això, tal com es van desenvolupar els esdeveniments així com l'inici de la Primera Guerra Mundial, Grècia s'hi va veure immersa mentre el Cisma Nacional grec creixia. En conseqüència, Venizelos va començar a reemplaçar els ministres pro-alemanys com Streit. El 30 d'agost de 1914, Venizelos substituí Streit com a ministre d'Afers Exteriors, a la vegada que ho feia de Primer ministre.

### Exili
Al juny de 1917, després que el govern de Venizelos superés la política partidària del rei Constantí a la neutralitat durant la Primera Guerra Mundial i Grècia s'unís activament a la guerra al costat de la Triple Entesa, el rei va abdicar en favor del seu segon fill i va sortir de Grècia i exiliar-se a Suïssa. Streit va acompanyar el rei, així com el seu secretari personal i assessor en cap. Quan Constantí fou restaurat com a rei plebiscitàriament el desembre de 1920, no es va permetre a Streit que l'acompanyés. Es va suposar que l'herència alemanya de Streit fou la raó principal. Finalment, aconseguí tornar a Grècia gràcies a una carta d'amnistia que s'atorgava als professors.

### Universitat i Cort
Després del final de la Guerra greco-turca (1919-1922), enmig d'un esforç per crear una universitat important a Tessalònica, la segona ciutat més important de Grècia, Streit va ajudar en d'altres a fundar la Universitat Aristotèlica de Tessalònica. El 1928, Streit va ser admès a l'Acadèmia d'Atenes i el 1931 va exercir com el seu president. El 1929 va ser designat com a jutge de la Cort Permanent d'Arbitratge de la Haia, sent reelegit per última vegada el 1938.
Streit va morir l'any 1948 a Atenes. El seu besnet, Pavlos Geroulanos, és un polític del Moviment Socialista Panhel·lènic (PASOK) que ostentà el càrrec de ministre de Cultura i Turisme entre 2009 i 2012.